# 에릭 로메르
에릭 로메르(프랑스어: Éric Rohmer 에리크 로메르[*], 프랑스어 발음: [eʁik ʁomɛʁ], 본명: 모리스 셰레(Maurice Schérer), 1920년 3월 21일 ~ 2010년 3월 21일)는 프랑스의 영화 감독으로, 로메르는 총 23편의 장편 영화를 감독하였다. 비정형적이고 개인적인 작품인 로메르 영화 가운데 대부분, 장편 영화들 중 2/3은 세 연작, 《도덕 이야기》, 《희극과 잠언》, 《사계절 이야기》을 구성한다. 에릭 로메르는 장뤼크 고다르, 프랑수아 트뤼포, 클로드 샤브롤, 자크 리베트와 함께 누벨 바그의 대표적인 인물 가운데 하나로 평가받으며, 2001년에는 베네치아 국제 영화제에서 명예 황금사자상을 수상했다.
누벨 바그의 다른 동료들처럼 에릭 로메르는 자신의 경력을 비평가로 시작하였다. 1940년대 말 첫 기사를 게재하고 나서 로메르는 1950년대 초 《카예 뒤 시네마》가 창설되고 얼마 안되어 거기에 합류했다. 로메르는 1950년대에 걸쳐 여러 단편 영화들을 감독했으며 1959년에는 첫 장편 영화(《사자 자리》)를 찍었다. 클로드 샤브롤, 프랑수아 트뤼포, 장뤼크 고다르와는 다르게 로메르의 처녀작은 어떤 성공도 거두지 못했다.
1963년 자크 리베트에 의해 《카예 뒤 시네마》에서 쫓겨나고 나서, 로메르는 교육방송에서 일하며 여러 교육 영화를 감독했다. 동시에 그는 《여섯 도덕 이야기》 감독일에 첫 손을 대기 시작하며, 바르베 슈뢰더와 함께 마름모 영화 제작사 협회를 창설하여 경제적으로 독립하게 된다. 로메르는 1967년 《여수집가》로 첫 성공을 거두며 이후 세 편의 영화, 《모드 집에서의 하룻밤》 (1969), 《클레르의 무릎》 (1970), 《오후의 연정》 (1972)으로 국제적 명성을 이어나갔다.
문학 작품을 각색한 두 편의 시대극(《O... 후작부인》, 《갈루아인 페르스발》)를 감독한 이후, 1980년대에 걸쳐 로메르는 6편의 영화 연작 《희극과 잠언》을, 1990년대에 걸쳐 《사계절 이야기》를 감독했다. 2000년대 로메르는 프랑스 혁명에 관한 영화(《영국인과 공작》, 2001), 1930년대 간첩 사건을 다룬 영화(《삼중 스파이》), 《아스트레》 각색작(《아스트레와 셀라동의 사랑》)과 함께 다시 시대극으로 돌아왔다.
로메르의 영화는 사랑에 빠짐과 유혹이라는 주제, 문체와 대화의 중요성 등이 특징이다. 로메르는 그 유명세에도 불구하고 아마추어에 가까운 환경이라 할 수 있는 얼마 안되는 기술팀과 16mm 카메라로 많은 영화를 촬영하였다.

## 생애
1920년 프랑스 코레즈주 튈에서 태어나 대학에서 역사 학위를 받았고, 파리의 고등학교 교사와 언론인을 거쳐, 1945년에는 질베르 코르디에란 필명으로 '엘리자베스'란 소설을 출간했다. 1953년부터 카이에 뒤 시네마지에서 영화 평론을 시작하였고 1956년부터는 앙드레 바쟁을 뒤이어 편집장으로 일한다. 여기서 로메르는 장뤼크 고다르, 프랑수아 트뤼포, 클로드 샤브롤, 자크 리베트와 친분을 나누게 된다.
1957년 클로드 샤브롤과 함께 앨프리드 히치콕에 관한 책을 썼고, 같은 해에 테레즈 바벳과 결혼하여 두 아들을 낳는다. 1959년 샤브롤이 제작을 맡은 《사자 자리》로 장편 데뷔했으나 별다른 주목을 받지 못한다. 1962년에 여섯개의 도덕 이야기의 필두인 《몽소 빵집》을 만들기 시작했다. 이 시리즈는 무르나우의 1927년 영화 《선라이즈》의 영향을 받았다. 여섯 도덕 이야기는 현대의 인간관계에 있어서 유혹의 역할이 무엇인가를 탐구하고 있다. 1963년에 바르베 슈뢰더는 로메르와 함께 영화사 로장주를 설립하는데 이 회사는 로메르의 마지막 세 작품을 제외한 모든 작품을 제작했다. 도덕 이야기의 첫 번째와 두 번째 작품인 《몽소 빵집》과 《수잔느의 경력》은 별다른 주목을 받지 못했으나 세 번째 작품 《여성 수집가》는 베를린 영화제에서 은곰상을 수상했다. 이 영화는 그의 첫 컬러영화이기도 하다. 뒤이어 《모드 집에서의 하룻밤》은 전미 비평가 협회 각본상, 뉴욕 비평가 협회 각본상을 수상하였고 《클레르의 무릎》 은 1971년, 산세바스티안 국제 영화제에서 황금 조개상을 수상하였고, 1972년에는 전미비평가협회 작품상 수상을 수상했다. 이로써 로메르의 명성은 국제적으로 널리 알려지게 된다.
로메르의 영화는 문학에서 자주 소재나 주제를 빌려왔는데, 그 예로는 쥘 베른(녹색 광선), 윌리엄 셰익스피어(겨울 이야기)가 대표적이다. 로메르는 도덕 이야기 시리즈 다음으로 두 번째 시리즈인 '희극과 격언'을 만들었다. 《비행사의 아내》, 《해변의 폴린느》 (베를린 영화제 은곰상 수상), 《레네트와 미라벨의 네가지 모험》 , 《녹색 광선》 (베니스 영화제 황금사자상 수상)으로 이어지는 연작은 감당할 수 없는 감정적 갈등을 겪지만 결국 스스로 구원을 찾아가는 프랑스 현대인들의 모습을 그려내고 있다.
1987년 몬트리올 영화제는 16mm 카메라와 최소의 스태프만으로 무명 배우들과 씨름하면서 만든 저예산 연작 전체에 공로상을 헌정했다. 마음의 풍경을 그리는 감독, 영화로 철학하는 감독, 마지막 남은 누벨 바그 감독, 이것이 뒤늦게 발견된 그에게 바쳐진 찬사였다.
2000년대 들어서 만든 《영국인과 공작》은 프랑스 혁명에 대한 부정적인 묘사로 프랑스에서 상당한 논쟁을 낳았다.

## 사망
로메르는 2010년 1월 11일 아침 병원에서 향년 89세로 사망했다. 사망 원인은 공개되지 않았다. 그의 죽음에 프랑스 전 문화부 장관 자크 랑은 그를 "프랑스 영화의 거장 중 한 명"이라 평했고, 영화 감독 티에리 프레모는 그를 "유일무이하다"고 평했다.
로메르는 프랑스 파리의 몽파르나스 공동묘지에 안장되었다. 시네마테크 프랑세즈는 2010년 2월 8일 에릭 로메르 특별 회고전을 열어, 《클레르의 무릎》 과 장뤼크 고다르가 로메르에게 헌사하는 짧은 영상 등을 상영했다.

## 작품 스타일
로메르의 영화들은 치밀한 세부묘사를 통해, 좌절을 맛보게 만드는 복잡하게 얽힌 현대의 인간관계를 탐구하고 새로운 인간관계의 가능성을 모색한다. 로메르는 정면 클로즈업이 우리가 서로를 어떻게 보는지를 반영하지 못한다고 생각해 사용을 피한다. 또한 그는 서사외적인 음악 사용을 피하는데, 때때로 이 규칙을 깨기도 한다.(대표적인 예로는 사운드트랙 음악을 삽입한 《녹색 광선》이다.) 로메르는 등장인물이 이곳 저곳을 돌아다니는데 영화의 상당한 시간을 할애한다. 이러한 경향은 《아름다운 결혼》 (1982)에서 두드러지는데, 이 영화의 여자 주인공은 파리와 르망 사이를 계속해서 왕복한다. 로메르 영화의 일반적인 배경은 시간적으로는 현대, 공간적으로는 아름다운 해변이나 휴양지인데, 이러한 경향은 《여성 수집가》 (1967), 《해변의 폴린느》 (1983), 《녹색 광선》 (1986), 《여름 이야기》 (1996)에서 두드러져 나타난다. 밝은 햇살, 창창한 하늘, 푸른 잔디, 백사장, 깨끗한 물이 이러한 영화들 전체를 통해 나타난다.
영화의 등장인물들은 긴 대화를 자주 하는데, 주로 남녀간의 관계나 일상적인 일에 대해 대화한다. 또한 때때로 문학과 철학에 대해 대화를 하기도 하는데, 이는 대부분의 등장인물이 중산층에 대학 교육을 받았기 때문이다. 《여름 이야기》 (1996)는 그의 스타일을 망라한 영화인데, 이 영화는 사운드트랙, 클로즈업을 사용하지 않았고, 해변의 휴양지가 배경이다. 로메르는 인물의 행동보다 내면을 보고 싶다고 말한 바 있다. 그의 이러한 스타일에 대한 비판도 있었는데, 영화 《나이트 무브》 (1975)에서는 그의 영화를 보는 것은 아주 지루한 일이라고 비판하는 장면이 나온다.

## 작품 목록
작품 전체 일람.

### 감독

#### 단편 영화
- 1950 : 《흉악범의 일기》 Journal d'un scélérat
- 1951 : 《프레장타시옹 또는 샤를로트와 그녀의 스테이크》 Présentation ou Charlotte et son steak
- 1952 : 《작은 여모델들》 Les Petites Filles modèles (미완성)
- 1954 : 《베레니스》 Bérénice
- 1956 : 《크로이체르 소나타》 La Sonate à Kreutzer
- 1958 : 《베로니크와 열등생》 Véronique et son cancre
- 1962 : 《몽소 빵집》 La Boulangère de Monceau (여섯 도덕 이야기의 첫 작품)
- 1963 : 《수잔의 경력》 La Carrière de Suzanne (여섯 도덕 이야기의 두번째 작품)
- 1964 : 《파리의 나자》 Nadja à Paris
- 1965 : 《에투알 광장》 Place de l'Étoile 집단 작품 ...에게 보인 파리Paris vu par…의 일부
- 1966 : 《오늘날의 여학생》 Une étudiante d'aujourd'hui, 12분
- 1968 : 《몽포콩의 농부》 Fermière à Montfaucon, 13분
- 1987 : 《커피를 마시다》 Bois ton café 로제트, 파스칼 그레고리와 함께.

#### 장편 영화
- 1959 : 《사자 자리》 Le Signe du Lion
- 1962-1972 : 《여섯 도덕 이야기》 Six contes moraux :
  1. 1962 : 《몽소 빵집》 La Boulangère de Monceau (단편 영화)
  2. 1963 : 《수잔의 경력》 La Carrière de Suzanne (단편 영화)
  3. 1967 : 《여수집가》 La Collectionneuse
  4. 1969 : 《모드 집에서의 하룻밤》 Ma nuit chez Maud
  5. 1970 : 《클레르의 무릎》 Le Genou de Claire, (루이들뤽상 수상작)
  6. 1972 : 《오후의 연정》 L'Amour l'après-midi
- 1976 : 《O... 후작부인》 La Marquise d'O…
- 1978 : 《갈루아인 페르스발》 Perceval le Gallois (멜리에상 수상작)
- 1981-1987 : 《희극과 잠언》 Comédies et proverbes :
  1. 1981 : 《비행사의 아내》 La Femme de l'aviateur 또는 《우리는 어느 것도 생각할 수 없다》 On ne saurait penser à rien, 알프레드 드 뮈세의 작품, 《우리는 모든 것을 생각할 수 없다》 On ne saurait penser à tout의 안티테제
  2. 1982 : 《아름다운 결혼》 Le Beau Mariage
  3. 1983 : 《해변의 폴린》 Pauline à la plage
  4. 1984 : 《만월의 밤》 Les Nuits de la pleine lune
  5. 1986 : 《녹색 광선》 Le Rayon vert
  6. 1987 : 《내 여자 친구의 남자 친구》 L'Ami de mon amie
- 1987 : 《레네트와 미라벨의 네 모험》 Quatre aventures de Reinette et Mirabelle
- 1990-1998 : 《사계절 이야기》 Contes des quatre saisons :
  1. 1990 : 《봄 이야기》 Conte de printemps
  2. 1992 : 《겨울 이야기(영어판)》 Conte d'hiver
  3. 1996 : 《여름 이야기》 Conte d'été
  4. 1998 : 《가을 이야기》 Conte d'automne
- 1993 : 《나무, 시장, 미디어테크 L'Arbre, le Maire et la Médiathèque
- 1995 : 《파리의 랑데부》 Les Rendez-vous de Paris
- 2001 : 《영국인과 공작》 L'Anglaise et le Duc
- 2004 : 《삼중 스파이》 Triple Agent
- 2007 : 《아스트레와 셀라동의 사랑》 Les Amours d'Astrée et de Céladon

#### 텔레비전 영화
- 1979 : Catherine de Heilbronn
- 1989 : Les Jeux de société

#### 다큐멘터리
- 1964 : Les Cabinets de physique : la vie de société au XVIIIe siècle
- 1964 : Les Métamorphoses du paysage : l'ère industrielle
- 1965 : Perceval ou le conte du Graal
- 1965 : Don Quichotte de Cervantès (23분)
- 1965 : Les Histoires extraordinaires d'Edgar Poe avec Antoine Vitez
- 1965 : Les Caractères de La Bruyère
- 1965 : Entretien sur Pascal avec Brice Parain et le père Dubarle
- 1965 : Carl Th. Dreyer
- 1966 : Victor Hugo : les Contemplations
- 1966 : Le Celluloïd et le Marbre dans la série « Cinéastes de notre temps » produite par Janine Bazin et André S. Labarthe
- 1966 : Entretien avec Mallarmé
- 1966 : Nancy au XVIIIe siècle
- 1968 : Louis Lumière avec Jean Renoir et Henri Langlois
- 1968 : Fermière à Montfaucon
- 1969 : Victor Hugo architecte
- 1969 : Le Béton dans la ville
- 1975 : Villes nouvelles :
  1. Enfance d'une ville
  2. La Diversité du paysage urbain
  3. La Forme d'une ville
  4. Le Logement à la demande

#### 비디오 클립
- 1989 : Amour symphonique d'Arielle Dombasle

### 감독 기여
- 1999 : La Cambrure d'Edwige Shaki avec la Compagnie Éric Rohmer
- 2005 : Le Canapé rouge (réalisé par Marie Rivière, 23 minutes)
- 2008 : La Proposition (réalisé par Anne-Sophie Rouvillois, 15 minutes)

### 시나리오
- 1958 : 《모든 남자는 페트릭으로 불린다》 Tous les garçons s'appellent Patrick 또는 《샤를로트와 베로니크》 Charlotte et Véronique, 장 뤽 고다르 작.

### 배우
- 1966 : Brigitte et Brigitte de Luc Moullet, le professeur Schérer
- 1971 : Out 1 : Noli me tangere de Jacques Rivette, le balzacien
- 1982 : Chassé-croisé d'Arielle Dombasle
- 2009 : La Traversée du Désir d'Arielle Dombasle

## 저서
- 에릭 로메르 (2004). 《알프레트 히치콕》. 현대미학사. ISBN 8977271916.

## 같이 보기
- 누벨 바그